# مطاع (اسم)
مطاع هو اسم علم مذكر من أصل عربي، ومعناه هو من الفعل أطاع، من تنفذ أوامره، المنقاد له، الأمير.

## شخصيات تحمل الاسم
- مطاع صفدي (1929 – مارس 2016)

## وصلات خارجية
- موسوعة السلطان قابوس لأسماء العرب